# 森下一徹
森下 一徹（もりした いってつ、1939年〈昭和14年〉7月1日 - 2021年〈令和3年〉5月4日）は、日本の写真家。

## 略歴
戦時中は福島県二本松に疎開していた。自動車工場の旋盤工をしながら東京都立小山台高等学校（定時制）を卒業。東京綜合写真専門学校で写真を学び、卒業後同校講師となる。

### 被爆者との出会い
1964年、写真評論家、重森弘淹のすすめで原水爆禁止世界大会の記録を撮影していた時、被爆者のスピーチを初めて聞く。それまでの森下は、被爆者を原子爆弾で心身ともに破壊され、仕事もできずあわれでみじめな生活をしている人たちだと思っていた。しかし、彼らの核廃絶にかける強い意志と生きる力に満ちあふれたスピーチを聞いて深い感銘を受け、自分を恥じる気持ちでいっぱいになる。
1969年、勤めていた東京綜合写真専門学校を退職、フリーランスの写真家となる。日本全国の被爆者を訪ね歩き、被爆者との人間的な触れ合いを重ね、その姿を印画紙に焼き付ける。

### 写真集『被爆者』出版
1978年、友人・知人の支援を受け、それまで撮りためた被爆者の写真を『森下一徹写真集 被爆者』として自費出版する。
「被爆者」の題字は平野義太郎が揮毫。推薦文は石田忠、磯村英一、太田誠一、古在由重、槙枝元文、序文は伊東壮が寄稿した。
本編は広島・長崎の原子爆弾による9人の被爆者の写真と、1954年3月1日にアメリカが行った水爆実験による被ばく者の遺族、被災した漁船・第五福竜丸の写真などで構成される。
編集・デザイン・英文翻訳および校閲など、多くの友人・知人らの献身的な協力で出版にこぎつける。

### 被爆者の写真が受賞
1981年、広島の被爆者、藤原モトヨさんの写真を使ったポスターが国連人権局主催のコンテストで二席に入賞。
1982年、広島の被爆者、富永初子さんの写真が、モスクワで開かれたソ連邦60周年記念国際記録・芸術写真コンクール「人間と平和」でグランプリを受賞した。被爆者の写真展は日本国内では30か所以上、海外ではアメリカ、旧ソ連、ドイツ、ギリシャでの巡回写真展も行われた。
それ以降も、被爆体験を語る会や平和運動のデモ・集会・シンポジウムなどに出かけ、持病の糖尿病と闘いながら、40年以上にわたって被爆者の写真を撮り続ける。国内はもとより世界各地で核廃絶を訴える。

### 世界ヒバクシャ展創設・代表就任
2002年、広島・長崎の原爆投下だけでなく、核実験や原発事故、ウラン鉱山、劣化ウラン弾などにより被害を受けた世界中の被ばく者のことも考える必要性を痛感した森下は、伊藤孝司、桐生広人、豊﨑博光、本橋成一、森住卓の5人の写真家とともに、NPO法人世界ヒバクシャ展を創設し、代表に就任する。
NPO法人世界ヒバクシャ展は「ヒバクシャの思いを世界へ」というメッセージを掲げ、森下を含む6人の写真家が撮影した、世界各地のさまざまな原因によって被ばく者となった人々の写真展を開催。写真貸し出し先のイベントなども含めると、これまで（2022年時点）に70回以上の関連するイベントが開催されている。

## 世界ヒバクシャ展代表辞任
2006年から長年患ってきた糖尿病が悪化したため、活動の制限を余儀なくされるが、その後も核廃絶の動向を注視し続ける。
2011年以降は、家族や訪問看護師の介護を受けながらほとんど自宅で過ごしていたが、同年8月長女・森下美歩さんとともに車椅子で広島を訪れる。広島平和記念式典に出席するが、被爆者には会わず写真も撮らなかった。
2012年、世界ヒバクシャ展代表を辞任、美歩さんが代表を引き継ぐ。その後、2015年にも長男・森下ケンさんと広島を訪れたが、それが最後の被爆地訪問となった。
2021年5月4日 午後11時28分、肺炎のため東京都内の病院で死去。享年81。葬儀は親族のみで執り行われ、喪主は美恵子夫人が務めた。

## 著書

### 単著
- 『森下一徹写真集 被爆者』（自費出版、1978年）
- 『写真記録 被爆者』（ほるぷ出版、1985年）
- 『被爆者たちHiroshima-Nagasaki』（小峰書店、1996年）

### 共著
- 『遺品は語る』（汐文社、1982年、深沢一夫）
- 『地球非核宣言』（水曜社、1986年、安斎育郎）
- 『ネコそれぞれ』（同時代社、1991年、岩垂弘）
- 『よみがえった古民家』（同時代社、1999年、塚田一敏）